# 獅子志司
獅子志司（しししし）は日本のボカロP、シンガーソングライター。2018年1月に『風花のバス停』でデビューしている。

## 概要
名前の由来については、音楽ナタリーのインタビューに対して「自分の星座が獅子座なのと本名に「司」の漢字が入っているので、「ライオンの志を持った司」という意味で「獅子志司」という名前にしました。」と答えている。
数々の楽曲を手掛けているが、シユイの楽曲『君君舞』を手掛けるなどしている。
最新曲は「流星のようで」という楽曲で自身の楽曲である。（2025.05現在）
YouTubeチャンネル登録者数は約20万人である。
2024年3月より、KAMITSUBAKI STUDIO ANARCHIC RECORDに所属している。

## 主なライブ

### ワンマンライブ・主催イベント
| 開催日                      | タイトル                                                | 備考              |
| --------------------------- | ------------------------------------------------------- | ----------------- |
| 2022年5月5日                | 獅子志司 1st ONE MAN LIVE -揺ら揺ら- at 渋谷WWW         | 渋谷WWW           |
| 2022年9月2日                | 獅子志司 1st ONE MAN LIVE -揺ら揺ら- 追加公演           | Spotify O-EAST    |
| 2024年4月19日 2024年4月20日 | 獅子志司 2nd ONE MAN LIVE -プラウラ―- at 白金高輪SELENE | 白金高輪SELENE b2 |
| 2024年9月15日               | KAMITSUBAKI STUDIO presents ENCOUNT vol.01              | Veats Shibuya     |
| 2025年5月17日               | 獅子志司 3rd ONE MAN LIVE -連連- at Zepp Shinjuku       | Zepp Shinjuku     |

### 出演イベント
- 2023年5月6日 - TKGP! vol.2